# STS-84
STS-84 (Space Transportation System-84) var Atlantis 19. rumfærge-mission. Opsendt 15. maj 1997 og vendte tilbage den 24. maj 1997. Det var den en mission hvor NASAs rumfærge lagde til ved den russiske rumstation MIR.
Tidligere flyvninger til rumstationen Mir, var: STS-60, STS-63, STS-71, Sojuz TM-21, STS-74 STS-76 STS-79 og STS-81. Efterfølgende fælles missioner til Mir: STS-86, STS-89 og STS-91.

## Besætning
- Charles Precourt (kaptajn)
- Eileen Collins (pilot)
- Jean-Francois Clervoy (1. missionsspecialist) ESA
- Carlos Noriega (2. missionsspecialist)
- /  Edward Lu (3. missionsspecialist)
- Yelena Kondakova (4. missionsspecialist)

### Fra MIR til jorden
- Jerry Linenger (missionsspecialist)

### Fra jorden til MIR, besætning Mir-19
- Michael Foale

## Missionen
- Atlantis lander
- Mir Mission Chronicle